# Каталонський береговий хребет

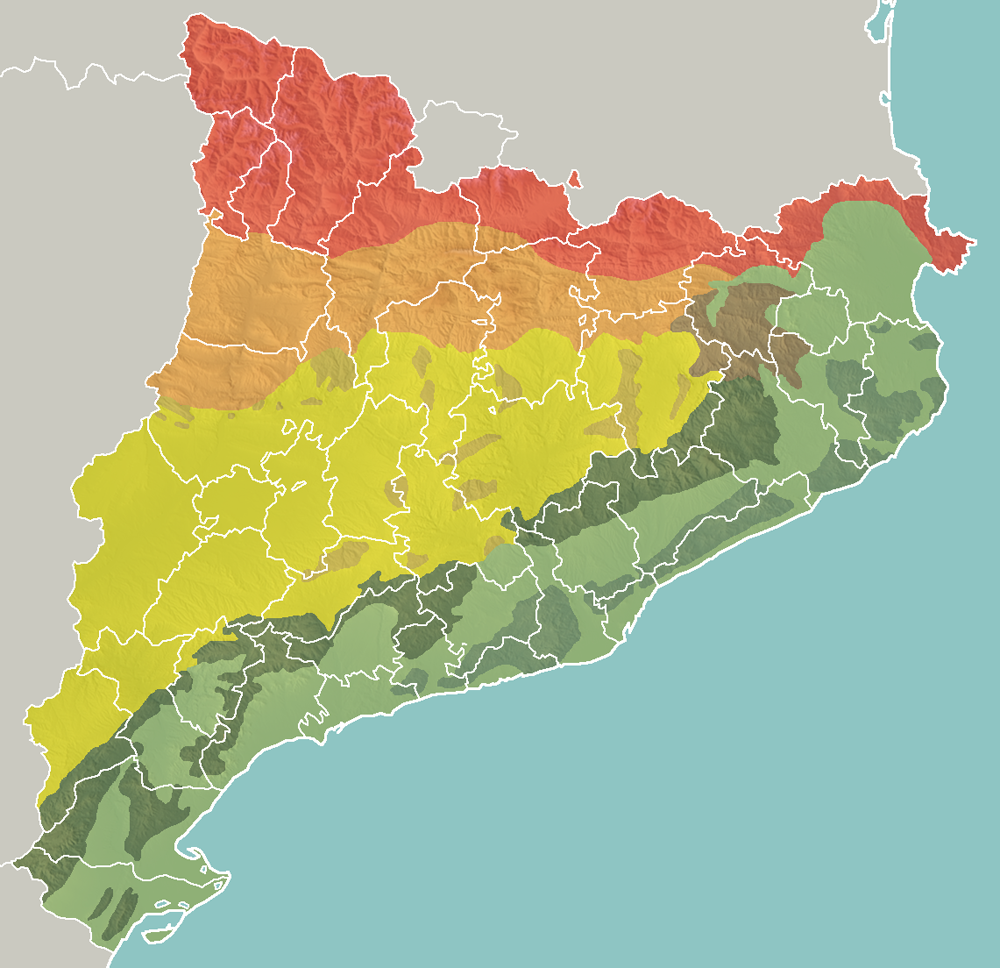
Каталонський береговий хребет:
Піренеї
Передпіренеї
Каталонська Центральна западина
Менші гірські масиви Центральної западини
Каталонський Поперечний хребет
Каталонський Прибережний хребет
Каталонський Береговий хребет
Каталонська Прибережна западина та інші прибережні рівнини

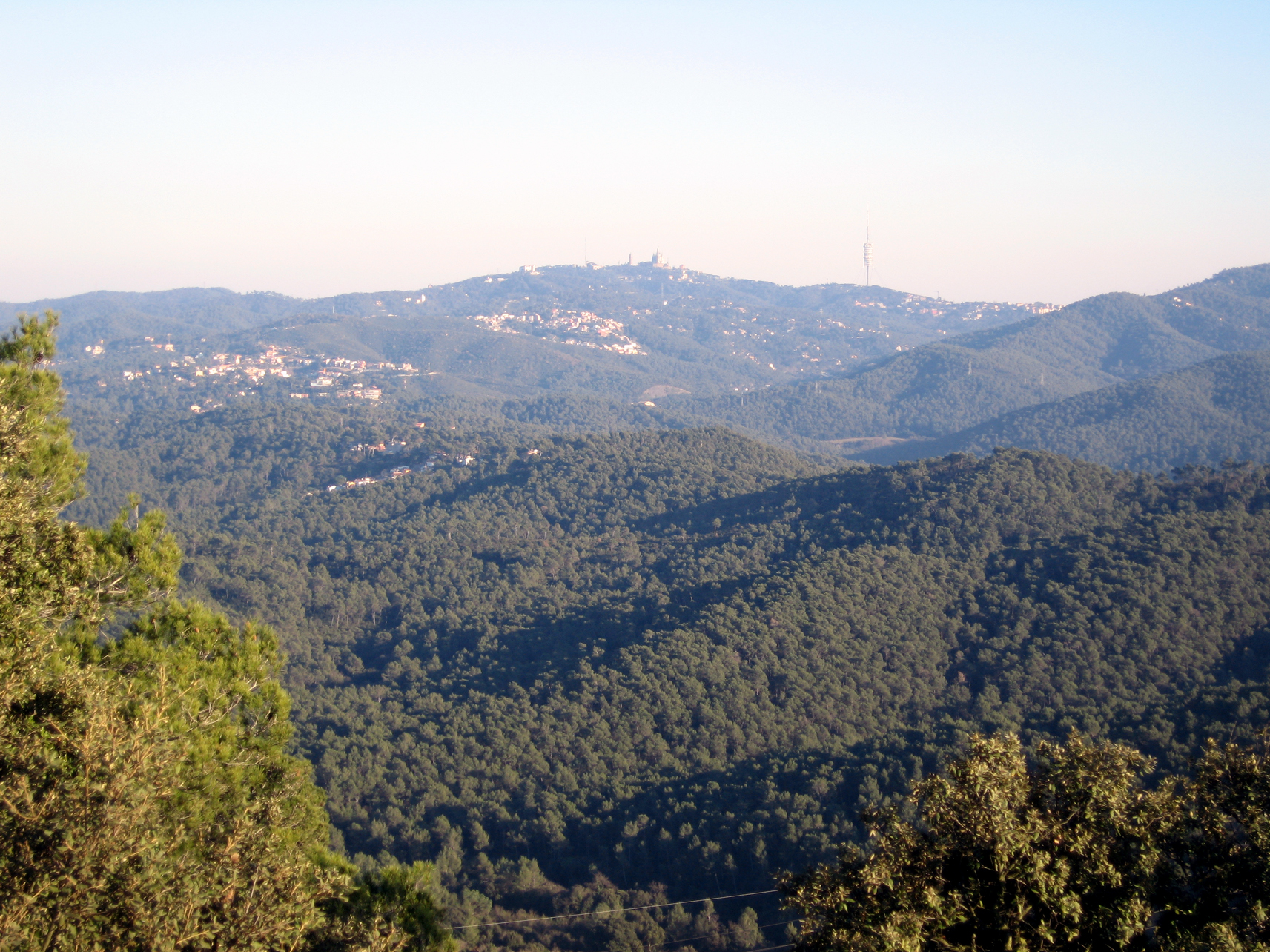
Серра-де-Кольсерола, вид з Пуч-Мадрони в бік Тібідабо

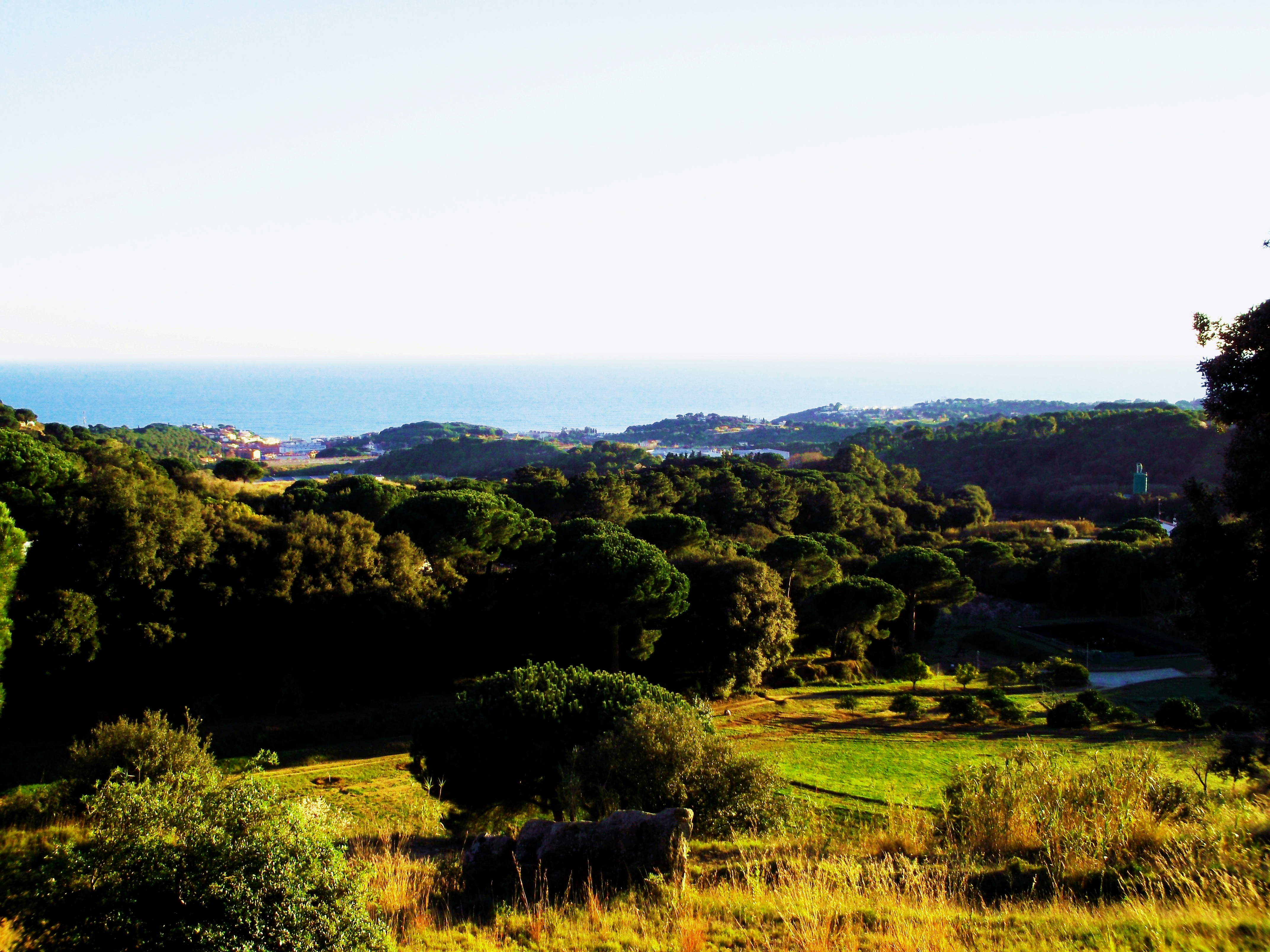
Канет де Мар

Каталонський береговий хребет (кат. Serralada Litoral Catalana, IPA: [sərəˈlaðə lituˈɾal kətəˈlanə]) — система гірських хребтів, що проходять паралельно узбережжю Середземного моря в Каталонії, Іспанія. Це частина Каталонської середземноморської системи. Його головна вісь проходить між річкою Фуа та затокою Росес, а середня висота становить близько 500 м. Найвища точка гора Монтегре — 763 м.

## Екологія
У Каталонському прибережному хребті є кілька заповідних територій, як-от Природний парк Монтнегре і Корредор, парк Колсерола і природний парк Гарраф. У той же час є кілька територій, які зазнають серйозної деградації земель, в основному внаслідок видобутку каменю, сміттєвих звалищ і розростання міст.